# Anarchy Online
Anarchy Online je MMORPG; jedna z mála, která se stala populární ve světě science fiction. Hru vyvinula a vydala společnost Funcom v roce 2001. V současnosti je hra dostupná zdarma i s datadiskem Notum Wars.
Tato hra se dočkala pěti rozšiřujících vydání (rozšiřujících balíčků – datadisků; expansion packs): The Notum Wars, The Shadowlands, Alien Invasion, Lost Eden a Legacy of Xan.
Děj je vsazen do období roku 29475, do nevlídných pouští planety Rubi-Ka.

## Příběh hry
Megakorporace Omni-Tek a kasta rebelů (the Clans) bojují o nadvládu vzdálené planety Rubi-Ka. Další stranou ve hře, ke které se může hráč po zaučovací části přidat, je strana neutrální (Neutrals).
Rubi-Ka se zdá být prakticky nepoužitelnou pouštní planetou, pro kterou jsou vynucené válečné konflikty zbytečným mrháním zdroji i aktivitou, aspoň do doby, než se neznalým ozřejmí informace, že Rubi-Ka je jediným známým zdrojem ekonomicky významného minerálu „notum“, který Omni-Tek dlouhou dobu nenuceně a bezkonfliktně využíval, jakožto prominentní vlastník výjimečných práv na planetu.
Z hlediska rebelů se tedy konflikt nakonec zdá být příslušnou reakcí na možnosti využití tohoto minerálu k technologickému pokroku i jako klíče k nanotechnologii.

## Náplň hry
Hráč si musí vybrat ke které ze stran (Omni-Tek, Clans, Neutrals) se přidá. Dále si volí rasu (Solitus, Opifex, Nano (též Nanomage), Atrox). Poslední volbou je povolání: Dobrodruh (Adventurer), Agent (Agent), Byrokrat (Bureaucrat), Doktor (Doctor), Inženýr (Engineer), Ranař (Enforcer), Fixer (Seřizovač), Opatrovník (Keeper), Bojovník (bojová umění; Martial Artist), Nano Technik (Nano Technician), Stínový bojovník (Shade), Voják (Soldier), Obchodník (Trader), Metafyzik (Meta Physicist).
Jako u jiných RPG, i zde každá rasa a povolání v něčem vyniká na úkor nedostatků v jiných oblastech.

## Přijetí
| Udělil      | Skóre       |
| ----------- | ----------- |
| Bonusweb.cz | nehodnoceno |